# Англы

Переселение англов (красный) и саксов (синий) в V в. н. э.

Англы (др.-англ. Ængle, лат. Angli) — одно из основных германских племён, которые поселились в Великобритании в постримский период. Они основали несколько королевств Гептархии в англосаксонской Англии, и их название является корнем названия Англия («земля англов»). Согласно Тациту, до своего переселения в Британию англы жили бок о бок с лангобардами и семнонами в исторических областях Шлезвиг и Гольштейн, которые сегодня являются частью южной Дании и северной Германии (Шлезвиг-Гольштейн).

## Этимология
Название англов, возможно, впервые было записано в латинизированной форме, как Anglii, в «Германии» Тацита. Считается, что оно произошло от названия области, которую они изначально населяли — полуостров Ангельн. Предполагается, что это название происходит от германского корня «узкий» (ср. немецкое и голландское слова eng «узкий»), означающего «Узкая [вода]», то есть бухта Шлай; праиндоевропейский корень *h₂enǵʰ также означает «узкий, тугой». Другая теория состоит в том, что это название означало «крючок» (ср. англ. angling «рыбалка») в связи с формой полуострова; лингвист Юлиус Покорный выводит его от пра-и.е. *h₂enk- «изгиб, лодыжка». С другой стороны, англов можно было назвать так, потому что они были рыбаками или изначально произошли от них.
Папа Григорий I в своем послании упростил латинизированное название Anglii до Angli, последняя форма превратилась в предпочтительную форму слова. Страна стала называться Anglia на латыни. В переводе Альфреда Великого «Истории» Орозия для описания англичан используется слово Angelcynn (-kin); Беда использует слово Angelfolc (-folk); также встречаются такие формы, как Engel, Englan (народ), Englaland и Englisc, и везде используются i-умляуты.

## Греко-римская историография

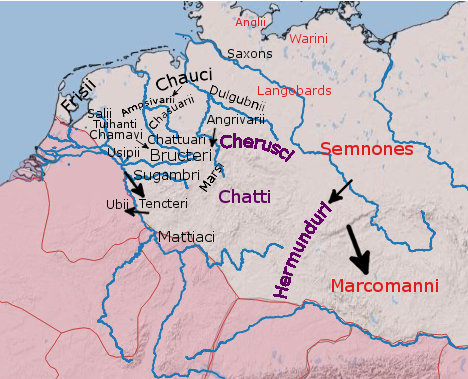
Примерное положение некоторых германских народов, о которых писали греко-римские авторы в I веке. Свевские народы отмечены красным

### Тацит
Самое раннее известное упоминание об англах находится в главе 40 «Германии» Тацита, написанной около 98 г. н. э. Тацит описывает «англиев» как одно из более отдаленных свевских племен по сравнению с семнонами и лангобардами, которые жили на Эльбе и были более известны римлянам. Он объединил англов с несколькими другими племенами в этом регионе: ревдигны, авионы, англы, варины, евдозы, сварины и нуитоны, описывая их как живших за валами рек и лесов и поэтому недоступных для нападения.
Он не дает точных указаний на их географическое местоположение, но заявляет, что вместе с шестью другими племенами они поклонялись Нерте, или Матери-Земле, чье святилище находилось на «острове в Океане». Учитывая, что евдозы — это юты; эти названия, вероятно, относятся к местам в Ютландии или на побережье Балтийского моря. Побережье содержит достаточное количество устьев, заливов, рек, островов, болот, которые в то время были недоступны для тех, кто не знаком с местностью, к примеру, римлян, которые считали его неизвестным, труднодоступным, с небольшим населением и не представляющим экономического интереса.
Большинство ученых считает, что anglii жили на побережье Балтийского моря, вероятно, в южной части полуострова Ютландия. Эта точка зрения частично основана на древнеанглийских и датских традициях IV в. относительно людей и событий, а частично потому, что поразительно много сходных черт с культом Нерты, описанным Тацитом, можно найти в скандинавских дохристианских культах.

### Птолемей
Птолемей в своем труде «География» (150 г. н. э.) описывает их довольно запутанно. В одном отрывке Sueboi Angeilloi (греческий эквивалент латинского Suevi Anglii — свевские англы) живут в области между северным Рейном и центральной Эльбой, но, по-видимому, не соприкасаются ни с одной из рек, ни с землями Suebic Langobardi (свевских лангобардов) на Рейне к западу от них, ни с землями свевских семнонов на Эльбе, к востоку от них. Это неожиданно. Однако, как указал Гудмунд Шютте, лангобарды также фигурируют как «лаккобарды» в другом месте недалеко от Эльбы и саксов, что считается более правильным, и англы, вероятно, также жили в этом регионе. Из-за неопределенности этого отрывка существовало много предположений относительно первоначального места жительства англов.
Одна из теорий состоит в том, что они или часть из них жили или перемещались среди других прибрежных племен, возможно, объединившись в бассейне реки Зале (по соседству с древним кантоном Энгилин) в долинах Унструт ниже Кифхойзера. Как полагают многие ученые, именно в этом регионе появился кодекс Lex Anglorum et Werinorum hoc est Thuringorum («Тюрингская правда»). Этнические имена фризов и варнов также встречаются в этих саксонских районах.
Второе возможное решение состоит в том, что эти англы Птолемея вовсе не те, что в Шлезвиге. Согласно Юлиусу Покорному, angri- в названии ангривариев, -angr в Хардангер и angl- в названии англов происходят от одного и того же корня, означающего «изгиб», но в разных смыслах. Другими словами, сходство имен строго случайно и не отражает какого-либо этнического единства за пределами германского. Гудмунд Шютте в своем анализе Птолемея полагает, что место жительства англов просто сдвинуто из-за ошибки, связанной с использованием Птолемеем недостоверных источников. Он указывает на то, что англы правильно размещены к северо-востоку от лангобардов, но были продублированы, так что они появляются один раз правильно на нижней Эльбе и второй раз неправильно на северном Рейне.

## Средневековая историография
Беда утверждает, что англы до прихода в Великобританию жили в земле под названием Ангулус, «которая находится между провинцией Ютов и саксов и остается безлюдной по сей день». Аналогичное свидетельство приводится в «Истории бриттов». Король Альфред Великий и летописец Этельвард отождествили это место с Ангельном (лат. Anglia), и это отождествление согласуется с указаниями Беды.
В рассказе норвежского мореплавателя Оттара из Холугаланда о двухдневном путешествии от Осло-фьорда до Шлезвига он описывал берега по правому борту, и король Альфред вставил в текст примечание «на этих островах обитали Engle до того, как они пришли сюда». Подтверждение этому дают английские и датские легенды, касающиеся двух королей по имени Вермунд и Оффа, от которых выводила своё происхождение королевская семья Мерсии и чьи подвиги связаны с Англией, Шлезвигом и Рендсбургом. Датская традиция сохранила записи о двух губернаторах Шлезвига, отце и сыне, на их службе, Фровинусе (Freawine) и Виго (Wig), от которых выводила происхождение королевская семья Уэссекса. В V веке anglii вторглись в Великобританию, после чего их имя больше не встречается на континенте, за исключением названия юридического кодекса Lex Anglorum et Werinorum hoc est Thuringorum.
Англы являются предметом легенды о папе Григории I, который случайно увидел группу детей англов из Дейры, выставленных на продажу в качестве рабов на римском рынке. Как рассказывал Беда, Григорий был поражен необычной внешностью рабов и спросил об их происхождении. Когда ему сказали, что их зовут «anglii» (англы), он ответил латинским каламбуром: «Bene, nam et angelicam habent faciem, et tales angelorum in caelis decet esse coheredes» [Это хорошо, потому что у них ангельские лица, и такие люди должны быть сонаследниками ангелов на небесах]. Предположительно, эта встреча вдохновила Папу Римского на миссию по распространению христианства среди жителей Великобритании.

## Археология
Провинция Шлезвиг богата археологическими древностями, которые датируются, по-видимому, IV—V веками. Большое погребение было найдено в Боргштедте, между Рендсбургом и Эккернфёрде, и там было обнаружено множество урн и брошей, очень похожих на те, что были найдены в языческих могилах в Англии. Еще большее значение имеют крупные захоронения на болотах Торсберг и Нидаме, в которых содержалось большое количество оружия, украшений, предметов одежды, сельскохозяйственных орудий и т. д., а в Нидаме даже корабли. С помощью этих открытий можно собрать воедино культуру англов в эпоху, предшествовавшую вторжению в Британию.

## Королевства Англов в Британии

Англы, саксы и юты в Англии

Согласно таким источникам, как «История» Беды, после вторжения в Британию англы разделились и основали королевства Нортумбрия, Восточная Англия и Мерсия. Генри Ройстон Лойн заметил в этом контексте, что «морское путешествие опасно для племенных институтов», и что, очевидно, племенные королевства были сформированы в Англии. В ранние времена существовало два северных королевства (Берниция и Дейра) и два центральных (Средняя Англия и Мерсия), которые к седьмому веку разделились на два королевства, а именно Нортумбрию и Мерсию. Нортумбрия обладала сюзеренитетом на фоне германского присутствия на Британских островах в VII веке, но была затмена возвышением Мерсии в VIII веке. Оба королевства пали в результате нападений датских армий викингов в IX веке. Их королевские дома были фактически разрушены в ходе боевых действий, а население англов перешло под власть Денло. Южнее саксонские короли Уэссекса выдержали натиск датчан. Затем в конце IX — начале X веков короли Уэссекса победили датчан и освободили англов от Денло. Они объединили браком свой дом с выжившей королевской семьёй англов и были приняты англами как их короли. Это ознаменовало уход старого англосаксонского мира и зарождение «англичан» как нового народа. Регионы Восточной Англии и Нортумбрии до сих пор известны под своими первоначальными названиями. Когда-то Нортумбрия простиралась на север до юго-востока Шотландии, включая Эдинбург, и на юг до устья Хамбера.
Остальные остались в центре родины англов в северо-восточной части современной немецкой федеральной земли Шлезвиг-Гольштейн, на полуострове Ютландия. Там небольшой полуостров до сих пор называется Ангельн и образован в виде треугольника, проведенного примерно от современного Фленсбурга на Фленсбургском фьорде до города Шлезвиг, а затем до Масхольма в заливе Шлай.